# Kryptogramm
Kryptogramm bezeichnete früher einen Geheimtext. Heutzutage bezeichnet ein Kryptogramm oder auch Alphametik ein Mathematisches Rätsel. Es ist eine mathematische Gleichung oder ein Gleichungssystem unbekannter Zahlen, deren Ziffern durch Buchstaben ersetzt wurden. Das Ziel ist es, den Wert jeden Buchstabens zu finden. Die Gleichungen basieren dabei gewöhnlich auf einfachen arithmetischen Operationen wie Addition, Subtraktion, Multiplikation oder Division.
Ein Symbolrätsel, bei dem nicht alphabetische Symbole anstelle von Buchstaben verwendet werden, wird allgemein auch als Kryptogramm bezeichnet.

## Beispiel
Das nachfolgend in englischer Sprache dargestellte Rätsel ist ein klassisches Beispiel: Jeder Buchstabe muss durch eine Ziffer ersetzt werden, sodass die Gleichung aufgeht. Keine Ziffer darf an Stelle zwei verschiedener Buchstaben eingesetzt werden und M darf nicht durch 0 ersetzt werden.
```
    S E N D
+   M O R E
-----------
= M O N E Y
```

Die Lösung dieses Rätsels ist:
S = 9, E = 5, N = 6, D = 7, M = 1, O = 0, R = 8 und Y = 2.
```
    9 5 6 7
+   1 0 8 5
-----------
= 1 0 6 5 2
```

## Lösung von Kryptogrammen
Das Lösen von Kryptogrammen von Hand ist eine Mischung zwischen dem Testen und dem Ausschluss von Möglichkeiten. Zum Beispiel lösen die folgenden Überlegungen und Ausschlüsse das oben aufgeführte Kryptogramm SEND + MORE = MONEY (Nummerierung der Spalten von rechts nach links).
1. M = 1, weil es die einzige Möglichkeit für einen Übertrag der Summe zweier Ziffern aus Spalte 4 nach Spalte 5 ist.
2. Um einen Übertrag von Spalte 4 auf Spalte 5 zu bekommen, müsste S = 8 oder 9 sein, S + M = 9 oder 10 sein und O = 0 oder 1 sein. Da aber M = 1 schon ist und Ziffern nicht wiederholt werden können, muss O = 0 sein.
3. Wenn es einen Übertrag von Spalte 3 nach Spalte 4 gäbe, dann müsste E = 9 sein und N = 0 sein. Da aber O = 0 ist, existiert kein Übertrag und S = 9.
4. Wenn es keinen Übertrag von Spalte 2 nach Spalte 3 gäbe, dann müsste E = N sein, was unmöglich ist. Also existiert ein Übertrag und es gilt N = E + 1.
5. Wenn es keinen Übertrag von Spalte 1 nach Spalte 2 gäbe, dann müsste N + R = E mod 10. Mit N = E + 1 folgt daraus E + 1 + R = E mod 10 und damit R = 9. Da aber S = 9 ist, existiert ein Übertrag und R = 8.
6. Um einen Übertrag von Spalte 1 nach Spalte 2 zu bekommen, muss D + E = 10 + Y sein. Da Y ≠ 0 oder 1, ist D + E ≥ 12. Wenn D = 7 ist, dann muss E ≥ 5 sein. Wenn N ≤ 7 und E = N − 1 ist, dann muss E ≤ 6 sein. Daher ist E = 5 oder 6.
7. Wenn E = 6 ist, dann müsste D = 7 sein. Da aber wegen N = E + 1 dann N ebenfalls 7 ist, muss E = 5 sein. Damit ist N = 6.
8. Da D + E ≥ 12 ist, muss D = 7 und somit Y = 2 sein.

Man kann aber Kryptogramme auch rein logisch, ohne Testen und Probieren lösen.

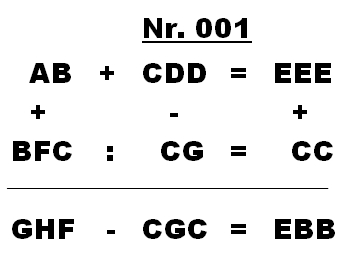
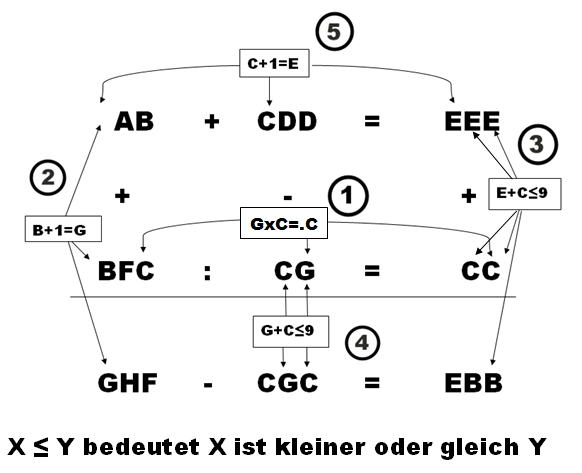
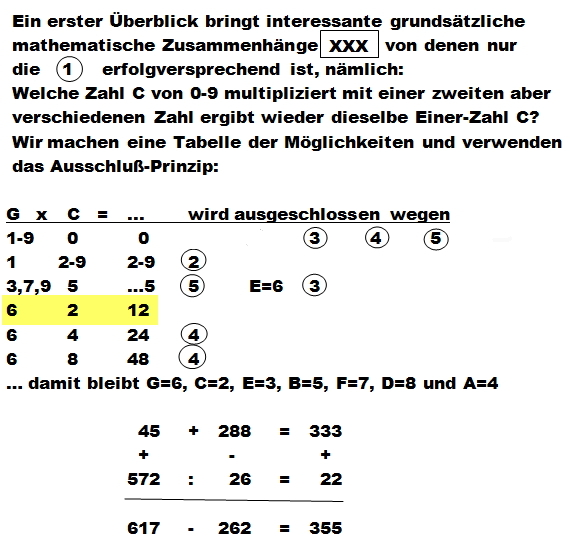

## Beispiele für einfache deutsche Kryptogramme
| Kryptogramm         | Lösung(en)   | Beispiel            |
| ------------------- | ------------ | ------------------- |
| EINS + EINS = ZWEI  | 11 Lösungen  | 1407 + 1407 = 2814  |
| ZWEI + ZWEI = VIER  | 12 Lösungen  | 1397 + 1397 = 2794  |
| EINS + VIER = FUENF | 24 Lösungen  | 9406 + 3495 = 12901 |
| ZWEI + VIER = SECHS | 12 Lösungen  | 8624 + 3427 = 12051 |
| VIER + VIER = ACHT  | 77 Lösungen  | 1345 + 1345 = 2690  |
| EINS + ACHT = NEUN  | 168 Lösungen | 2948 + 1306 = 4254  |
| EINS + NEUN = ZEHN  | 6 Lösungen   | 2930 + 3283 = 6213  |